# Evanston (Wyoming)
Evanston és la ciutat i seu del Comtat de Uinta a l'estat de Wyoming dels Estats Units d'Amèrica.

## Demografia
Segons el cens dels Estats Units del 2000 Evanston tenia 11.507 habitants, 4.058 habitatges, i 2.937 famílies. La densitat de població era de 433,9 habitants/km².
Dels 4.058 habitatges en un 44,8% hi vivien nens de menys de 18 anys, en un 56,3% hi vivien parelles casades, en un 11,7% dones solteres, i en un 27,6% no eren unitats familiars. En el 23,4% dels habitatges hi vivien persones soles el 6% de les quals corresponia a persones de 65 anys o més que vivien soles. El nombre mitjà de persones vivint en cada habitatge era de 2,77 i el nombre mitjà de persones que vivien en cada família era de 3,3.
Per edats la població es repartia de la següent manera: un 33,4% tenia menys de 18 anys, un 9,4% entre 18 i 24, un 30,1% entre 25 i 44, un 20% de 45 a 60 i un 7,2% 65 anys o més.
L'edat mediana era de 31 anys. Per cada 100 dones de 18 o més anys hi havia 97,4 homes.
La renda mediana per habitatge era de 42.019 $ i la renda mediana per família de 47.220 $. Els homes tenien una renda mediana de 35.843 $ mentre que les dones 21.710 $. La renda per capita de la població era de 16.725 $. Entorn del 9,1% de les famílies i l'11,7% de la població estaven per davall del llindar de pobresa.

## Poblacions properes
El següent diagrama mostra les poblacions més properes.